# ネムジュン
ネムジュン（Nemjung）は、ネパールのヒマラヤ山脈にある山。 ネパールの首都、カトマンズから北西に約150キロメートル (93 mi)、8000メートル峰であるマナスルの北西約25kmの位置にある。頂上の標高は7,140メートル (23,425 ft)。 
この山はかつてヒムルンヒマール（Himlung Himal）と呼ばれていた。1983年の初登頂から数年後の1990年代、ネパール政府は中国との国境画定に際し、ヒムルンヒマールを約4キロメートル北にある別の山の名前へ変更した。その間にある峰はヒムジュン（Himjung）と呼ばれている。 

## 登頂歴
ネムジュンは、1983年10月27日、ネパールと黒滝淳二率いる弘前大学山岳部の合同登山隊により、東稜から初登頂された。それ以前のチャレンジは、1963年に善行久親率いる電電九州山岳会の遠征隊によって行われていた。そして1994年にイギリスの遠征隊、2009年にはフランス隊が挑むも登頂には至らず。
2009年10月30日には、登山家の田辺治率いる遠征隊（信州大学山岳会）が、未踏ルートの西面と西稜を通りネムジュンに第2登として登頂した 。